# Lenny Pickett
Lenny Pickett est un saxophoniste américain né le 10 avril 1954 à Las Cruces, au Nouveau-Mexique.
Il a collaboré avec de nombreux artistes, parmi lesquels David Bowie, Hall and Oates, Quincy Jones, Paul McCartney, les Rolling Stones, Paul Simon ou Talking Heads.

## Biographie
Lenny Pickett est né le 10 avril 1954 à Las Cruces, au Nouveau-Mexique. Il grandit à Berkeley, en Californie, où son beau-père lui fait découvrir le jazz de Clifford Brown, Cannonball Adderley et Lee Morgan. En 1973, âgé de dix-huit ans, il devient membre du groupe de soul / funk Tower of Power, dont la section de cuivres apparaît sur de nombreux albums d'autres artistes.
En 1981, Pickett quitte Tower of Power et part s'installer à New York, où il rejoint le groupe de l'émission de télévision Saturday Night Live en 1985. Il en devient le leader par la suite. Il dirige également son propre trio, les Borneo Horns, avec les saxophonistes Steve Elson et Stan Harrison (en), qui accompagne de nombreux artistes et publie un album, Lenny Pickett with the Borneo Horns, en 1987.

## Éléments de discographie
- 1973 : Tower of Power (en) de Tower of Power
- 1974 : Back to Oakland (en) de Tower of Power
- 1974 : Caribou d'Elton John
- 1974 : Feats Don't Fail Me Now de Little Feat
- 1975 : Urban Renewal (en) de Tower of Power
- 1975 : In the Slot (en) de Tower of Power
- 1976 : Ain't Nothin' Stoppin' Us Now (en) de Tower of Power
- 1976 : Nine on a Ten Scale de Sammy Hagar
- 1977 : Time Loves a Hero de Little Feat
- 1978 : We Came to Play! (en) de Tower of Power
- 1979 : Victim of Love d'Elton John
- 1979 : Back on the Streets (en) de Tower of Power
- 1980 : Bébé le Strange de Heart
- 1981 : Take It Off de Chic
- 1984 : Like a Virgin de Madonna
- 1984 : Tonight de David Bowie
- 1985 : She's the Boss de Mick Jagger
- 1985 : Little Creatures de Talking Heads
- 1986 : Inside Story de Grace Jones
- 1986 : Press to Play de Paul McCartney
- 1987 : Never Let Me Down de David Bowie
- 1987 : Lenny Pickett with the Borneo Horns
- 1988 : Ooh Yeah! de Hall and Oates
- 1988 : Naked de Talking Heads
- 1990 : Chroniques bluesymentales de Hubert-Félix Thiéfaine
- 1990 : Passages de Ravi Shankar et Philip Glass
- 1993 : Bat Out of Hell II: Back Into Hell de Meat Loaf
- 2002 : Heathen de David Bowie
- 2012 : Love This Giant (en) de David Byrne et St. Vincent
- 2014 : Teenage Dream de Katy Perry